# Simon Harcourt, I conte Harcourt
Simon Harcourt, I conte Harcourt (Stanton Harcourt, 1714 – Nuneham House, 16 settembre 1777), è stato un diplomatico inglese.

## Biografia

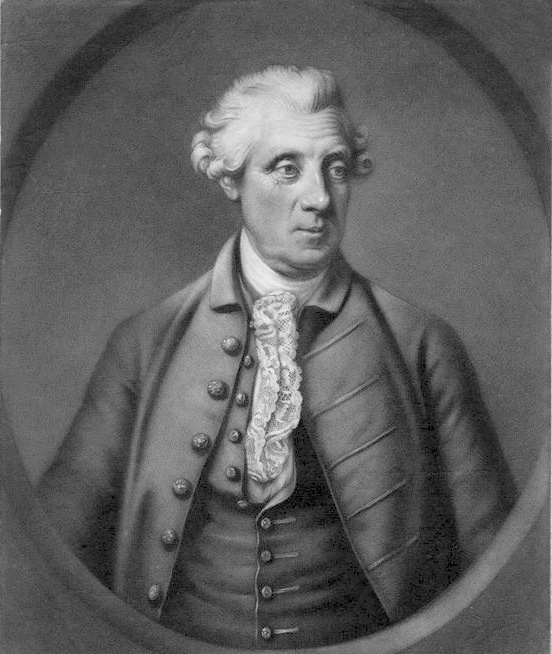
Ritratto del I conte di Harcourt negli anni della maturità

Simon Harcourt, nacque nel 1714 in Inghilterra e venne educato alla Westminster School. Succedette a suo nonno Simon Harcourt, I visconte Harcourt nel 1727. Nel 1745, avendo predisposto a proprie spese un reggimento nel corso della Rivolta Giacobita, il 76th Foot (Lord Harcourts Regiment), ricevette il titolo di colonnello. Il reggimento venne disciolto il 10 giugno 1746.
Nel 1749 venne creato conte Harcourt di Stanton Harcourt. Venne nominato quindi tutore del principe di Galles, futuro Giorgio III di Gran Bretagna, nel 1751; dopo l'ascesa di quest'ultimo al trono, nel 1761, venne nominato ambasciatore speciale nel ducato di Meclemburgo-Strelitz per negoziare il matrimonio tra re Giorgio e Carlotta di Meclemburgo-Strelitz che egli poi personalmente condusse in Inghilterra.
A corte ebbe diversi incarichi e fu ambasciatore britannico a Parigi dal 1768 al 1772. Promosso al rango di generale nel 1772, nell'ottobre di quello stesso anno succedette a Lord Townshend come Lord Luogotenente d'Irlanda, incarico che mantenne sino al 1777. La sua proposta di imporre una tassa del 10% sulle rendite dei landlords assenteisti dovette essere abbandonata per l'opposizione trovata in Inghilterra, ma riuscì a conciliare i capi dell'Opposizione in Irlanda, persuadendo Henry Flood ad accettare l'incarico nel governo. Diede le dimissioni nel gennaio del 1777, e si ritirò a Nuneham Park, dove morì il 16 settembre, pare affogato in un pozzo mentre cercava di recuperare il suo cane.

## Matrimonio e figli
Sposò, il 16 ottobre 1735, Rebecca Samborne Le Bas (m. 16 gennaio 1765), figlia ed erede di Charles Samborne Le Bas, di Pipewell Abbey, nel Northamptonshire, dalla quale ebbe due figlie, lady Elizabeth (18 giugno 1739 - 21 gennaio 1811, sepolta ad Hartwell), sposata il 20 giugno 1763 Sir William Lee, IV baronetto, di Hartwell (12 settembre 1726 - 6 luglio 1799), e lady Anne (1741–1746), oltre a due figli, George Simon e William.